# Александър Клумберг
Александър Клумберг (17 април 1899 – 10 февруари 1958 г.), с фамилия Колмпере от 1936 г., е естонски състезател по десетобой.
Започва да се занимава с лека атлетика около 1912 г. Държи рекорди на Руската империя в няколко лекоатлетически дисциплини за скачане и хвърляне в периода 1915 – 1917 г.
Освен в леката атлетика, има и 3 титли на Естония в хокея с топка.
Като доброволец участва в Естонската война за независимост през 1918 – 1919 г.
Състезава се в няколко дисциплини на олимпийските игри през 1920 и 1924 г., като печели бронзов медал в десетобоя през 1924 г. През 1922 г. става първия официален световен рекордьор в десетобоя, макар и с по-слаб резултат от този на Джим Торп в Стокхолм от 1912 г.
След това работи като инструктор по физическо възпитание в естонската армия (1919 – 1920), във военни (1924 – 1926) и полицейски училища (1927 и 1942 – 1944). Също така тренира националните отбори по лека атлетика на Полша (1927 – 1932) и Естония, и присъства като треньор на олимпиадите през 1928, 1932 и 1936 година.
Арестуван е от НКВД през 1944 г. и е държан в затворнически лагер в съветския Далечен Изток до 1956 г. Погребан е на гробището Рахумяе в Талин.